# Gouverneur van West-Australië
De gouverneur van West-Australië is de vertegenwoordiger van de Australische Monarchie in de Australische staat West-Australië.

## Functie
Zoals de gouverneurs van de andere Australische staten verricht de gouverneur van West-Australië grondwettelijke, ceremoniële en gemeenschapsfuncties uit, waaronder:
- de Executive Council voorzitten
- het opschorten en ontbinden van het lagerhuis (En: Legislative Assembly), het opschorten van het hogerhuis (Legislative Council)
- het ontslag van de leden van het hogerhuis aanvaarden
- tijd en plaats van de parlementszittingen regelen
- de voorzitter van het hogerhuis benoemen
- verkiezingen uitschrijven
- de eed afnemen van de leden van het parlement
- ministers, rechters, magistraten en vredesrechters benoemen.

Verder hebben alle wetsvoorstellen die door het West-Australische parlement worden goedgekeurd de handtekening van de gouverneur nodig om wet te worden.
Tot de benoeming van James Mitchell in 1948 waren alle gouverneurs Britten. Michells twee opvolgers waren ook Brits. Richard Trowbridge, van 1980 tot 1983, was de laatste Britse gouverneur.
De huidige gouverneur is Kim Beazley. Hij volgde in mei 2018 Kerry Sanderson, de eerste vrouwelijke gouverneur, op.

## Aanspreekvormen
De gouverneur van West-Australië wordt tijdens zijn of haar ambtstermijn met 'His/Her Excellency' aangesproken. In 2014 kregen drie van de vier in leven zijnde voormalige gouverneurs, John Sanderson, Ken Michael en Malcolm McCusker, op voordracht van de premier van West-Australië, de aanspreekvorm 'The Honourable'. De vierde nog in leven zijnde voormalig gouverneur, Michael Jeffery, werd reeds op die manier aangesproken omdat hij toen gouverneur-generaal van Australië was.

## Lijst van de gouverneurs en luitenant-gouverneurs van West-Australië

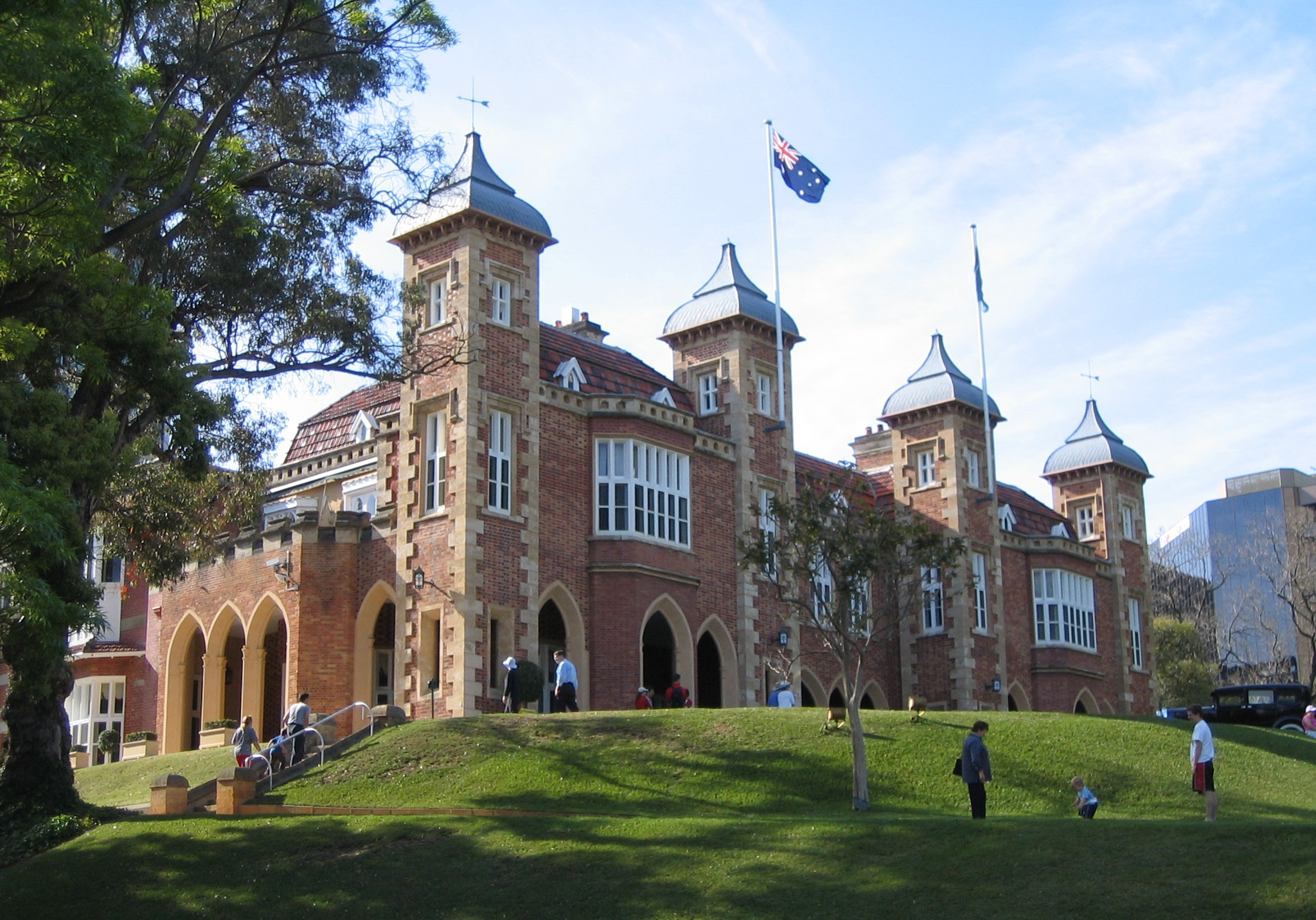
Government House

Vlag van de gouverneur van West-Australië

Vlag van de gouverneur van West-Australië 1953-1988

Vlag van de gouverneur van West-Australië 1870-1953

### Gouverneurs van West-Australië
| Nr. |                  | Gouverneur                                         | van               | tot               |
| --- | ---------------- | -------------------------------------------------- | ----------------- | ----------------- |
| 1   |                  | James Stirling                                     | 6 februari 1832   | 11 augustus 1832  |
| (1) | 19 augustus 1834 | James Stirling                                     | 2 januari 1839    |                   |
| 2   |                  | John Hutt                                          | 3 januari 1839    | 26 januari 1846   |
| 3   |                  | Andrew Clarke                                      | 27 januari 1846   | 11 februari 1847  |
| -   |                  | Frederick Irwin (waarnemend)                       | 12 februari 1847  | 11 augustus 1848  |
| 4   |                  | Charles Fitzgerald                                 | 12 augustus 1848  | 22 juli 1855      |
| 5   |                  | Arthur Kennedy                                     | 23 juli 1855      | 27 februari 1862  |
| 6   |                  | John Hampton                                       | 28 februari 1862  | 1 november 1868   |
| 7   |                  | Benjamin Pine                                      | 2 november 1868   | 29 september 1869 |
| 8   |                  | Frederick Weld                                     | 30 september 1869 | 10 januari 1875   |
| 9   |                  | William Cleaver Francis Robinson                   | 11 januari 1875   | 11 november 1877  |
| 10  |                  | Harry Ord                                          | 12 november 1877  | 9 april 1880      |
| (9) |                  | William Cleaver Francis Robinson (voor de 2e keer) | 10 april 1880     | 1 juni 1883       |
| 11  |                  | Frederick Broome                                   | 2 juni 1883       | 19 oktober 1890   |
| (9) |                  | William Cleaver Francis Robinson (voor de 3e keer) | 20 oktober 1890   | 22 december 1895  |
| 12  |                  | Gerard Smith                                       | 23 december 1895  | 30 april 1901     |
| 13  |                  | Arthur Lawley                                      | 1 mei 1901        | 23 maart 1903     |
| 14  |                  | Frederick Bedford                                  | 24 maart 1903     | 30 mei 1909       |
| 15  |                  | Gerald Strickland                                  | 31 mei 1909       | 16 maart 1913     |
| 16  |                  | Harry Barron                                       | 17 maart 1913     | 8 april 1917      |
| 17  |                  | William Ellison-Macartney                          | 9 april 1917      | 8 april 1920      |
| 18  |                  | Francis Newdegate                                  | 9 april 1920      | 27 oktober 1924   |
| 19  |                  | William Campion                                    | 28 oktober 1924   | 8 juni 1931       |
|     |                  | Nvt                                                | 1931              | 1948              |
| 20  |                  | James Mitchell                                     | 5 oktober 1948    | 30 juni 1951      |
| 21  |                  | Charles Gairdner                                   | 6 november 1951   | 25 oktober 1963   |
| 22  |                  | Douglas Kendrew                                    | 25 oktober 1963   | 6 januari 1974    |
| 23  |                  | Hughie Edwards                                     | 7 januari 1974    | 2 april 1975      |
| 24  |                  | Wallace Kyle                                       | 24 november 1975  | 24 november 1980  |
| 25  |                  | Richard Trowbridge                                 | 25 november 1980  | 24 november 1983  |
| 26  |                  | Gordon Reid                                        | 2 juli 1984       | 30 september 1989 |
| 27  |                  | Francis Burt                                       | 29 maart 1990     | 31 oktober 1993   |
| 28  |                  | Michael Jeffery                                    | 1 november 1993   | 17 augustus 2000  |
| 29  |                  | John Sanderson                                     | 18 augustus 2000  | 31 oktober 2005   |
| 30  |                  | Ken Michael                                        | 18 januari 2006   | 2 mei 2011        |
| 31  |                  | Malcolm McCusker                                   | 1 juli 2011       | 30 juni 2014      |
| 32  |                  | Kerry Sanderson                                    | 20 oktober 2014   | 1 mei 2018        |
| 33  |                  | Kim Beazley                                        | 1 mei 2018        | 30 juli 2022      |
| 34  |                  | Chris Dawson                                       | 15 juli 2022      | zittend           |

### Luitenant-gouverneurs van de kolonie aan de rivier de Swan en van West-Australië
James Stirling werd pas op 4 maart 1831 tot gouverneur benoemd. Daarmee werd hem de autoriteit verleend die hij sinds zijn instructies van 30 december 1828 vroeg. Tot dan was Stirling luitenant-gouverneur van de kolonie aan de rivier de Swan. Stirling zegde over die situatie:
I believe I am the first Governor who ever formed a settlement without Commission, Laws, Instructions and Salary.
Ik geloof dat ik de eerste gouverneur ben die ooit een kolonie heeft gesticht zonder commissie, wetten, instructies en loon.
De luitenant-gouverneurs fungeren als plaatsvervangers van de gouverneurs en vervullen de taken van de gouverneurs bij hun afwezigheid.
| Nr. |  | Luitenant-Gouverneur | van              | tot             |
| --- |  | -------------------- | ---------------- | --------------- |
| 1   |  | James Stirling       | 30 december 1828 | 5 februari 1832 |
| ... |  |                      |                  |                 |
| N/A |  | James Mitchell       | 1933             | 1948            |
| ... |  |                      |                  |                 |
| N/A |  | Peter Quinlan        | 27 november 2019 | heden           |